# Хрибі (Сежана)
Хрибі (словен. Hribi) — поселення в общині Сежана, Регіон Обално-крашка, Словенія. Висота над рівнем моря: 356,9 м. Розташоване над Махнічі.